# Pedro Vasconcelos
Pedro Vasconcelos de Brito Pereira, bardziej znany jako Pedro Vasconcelos (ur. 25 października 1974 r. w Rio de Janeiro) – brazylijski aktor i reżyser teatralny, filmowy i telewizyjny.
Po udziale w telenoweli Miecz obosieczny (Faca de Dois Gumes, 1989), grał główną rolę Paulo Sérgio - Cuca w miniserialu Rede Globo Słodka zatoka (Riacho Doce, 1990). W telenoweli Rede Globo Następna ofiara (A Próxima Vítima, 1995) wystąpił w roli uzależnionego Lucasa Ribeiro. W telenoweli Rede Globo Malhação (1997) był zawodnikiem piłki nożnej – Vudu.
Wyreżyserował wiele odcinków telenowel, w tym m.in. Malhação (1995) oraz adaptację powieści Aleksandra Dumasa D'Artagnan i trzej muszkieterowie (D'Artagnan e Os Três Mosqueteiros, 1998), gdzie także zagrał postać kardynała Richelieu.